# 30ª edizione dell'Agon Cup
La 30ª edizione dell'Agon Cup è una competizione goistica professionistica giapponese, che si è disputata dal 24 aprile  al 24 dicembre 2023 e che nella fase finale ha visto 16 goisti accedere a un torneo a eliminazione diretta. La finale è stata vinta da Ryo Ichiriki Kisei contro Yuta Iyama Oza; per Ichiriki si è trattato della seconda vittoria del titolo dopo quella della venticinquesima edizione, per Iyama della terza finale persa consecutivamente.
La competizione è organizzata dalla Nihon Ki-in con la collaborazione della Kansai Ki-in; gli sponsor sono le testate giornalistiche Mainichi Shinbun e The Kyoto Shinbun, mentre lo sponsor speciale, che battezza anche la competizione, è la setta religiosa Agon Shu.

## Svolgimento

### Torneo preliminare
Un torneo preliminare disputato tra aprile e giugno ha visto incontrarsi 34 goisti, selezionandone 10 per l'accesso al torneo finale. I qualificati sono stati:
- Adachi Toshimasa 7d
- Yu Zhengqi 8d
- Motoki Katsuya 8d
- Fukuoka Kotaro 4d
- Kataoka Satoshi 9d
- Mutsuura Yuta 7d
- Kono Rin 9d (vincitore dell'edizione 2016 e finalista dell'edizione 2014)
- Fujita Akihiko 7d
- Sakai Yuki 4d
- Hirose Yuichi 7d

Al torneo preliminare hanno partecipato anche le due migliori goiste giapponesi, Fujisawa Rina 6d, eliminata da Kataoka Satoshi, e Ueno Asami 4d, eliminata da Fujita Akihiko.

### Torneo principale
Al torneo principale a eliminazione diretta accedono i 10 qualificati tramite il torneo preliminare più 6 teste di serie, ovvero:
- Hirata Tomoya Agon, vincitore dell'edizione precedente;
- Iyama Yuta Oza, finalista dell'edizione precedente, nonché vincitore di 5 edizioni dell'Agon e finalista delle ultime tre edizioni;
- Seki Kotaro Tengen, semifinalista dell'edizione precedente;
- Ichiriki Ryo Kisei, semifinalista dell'edizione precedente, vincitore dell'edizione 2018 e finalista dell'edizione 2017;
- Shibano Toramaru Meijin, finalista dell'edizione 2018;
- Kyo Kagen 9d, vincitore dell'edizione 2021 e finalista nel 2015.

All'Agon partecipano quindi i detentori delle sette corone, i sette principali titoli giapponesi (Ichiriki detiene anche l'Honinbo, Iyama anche il Gosei e Shibano il Judan).
|  | Primo turno             | Primo turno             | Primo turno |  |  | Quarti di finale        | Quarti di finale        | Quarti di finale   |     |                         | Semifinali              | Semifinali         | Semifinali |  |  | Finale | Finale | Finale |
|  |                         |                         |             |  |  |                         |                         |                    |     |                         |                         |                    |            |  |  |        |        |        |
|  | Shibano Toramaru Meijin | Shibano Toramaru Meijin | N+3,5       |  |  |                         |                         |                    |     |                         |                         |                    |            |  |  |        |        |        |
|  | Sakai Yuki 4d           | Sakai Yuki 4d           |             |  |  | Shibano Toramaru Meijin | Shibano Toramaru Meijin | N+3,5              |     |                         |                         |                    |            |  |  |        |        |        |
|  | Kyo Kagen 9d            | Kyo Kagen 9d            | B+4,5       |  |  | Kyo Kagen 9d            | Kyo Kagen 9d            |                    |     |                         |                         |                    |            |  |  |        |        |        |
|  | Fujita Akihiko 7d       | Fujita Akihiko 7d       |             |  |  |                         |                         |                    |     | Shibano Toramaru Meijin | Shibano Toramaru Meijin |                    |            |  |  |        |        |        |
|  | Kataoka Satoshi 9d      | Kataoka Satoshi 9d      |             |  |  |                         | Ichiriki Ryo Kisei      | Ichiriki Ryo Kisei | B+R |                         |                         |                    |            |  |  |        |        |        |
|  | Mutsuura Yuta 7d        | Mutsuura Yuta 7d        | B+R         |  |  | Mutsuura Yuta 7d        | Mutsuura Yuta 7d        |                    |     |                         |                         |                    |            |  |  |        |        |        |
|  | Adachi Toshimasa 7d     | Adachi Toshimasa 7d     |             |  |  | Ichiriki Ryo Kisei      | Ichiriki Ryo Kisei      | N+R                |     |                         |                         |                    |            |  |  |        |        |        |
|  | Ichiriki Ryo Kisei      | Ichiriki Ryo Kisei      | N+R         |  |  |                         |                         |                    |     |                         | Ichiriki Ryo Kisei      | Ichiriki Ryo Kisei | B+R        |  |  |        |        |        |
|  | Yu Zhengqi 8d           | Yu Zhengqi 8d           | N+R         |  |  |                         | Iyama Yuta Oza          | Iyama Yuta Oza     |     |                         |                         |                    |            |  |  |        |        |        |
|  | Seki Kotaro Tengen      | Seki Kotaro Tengen      |             |  |  | Yu Zhengqi 8d           | Yu Zhengqi 8d           |                    |     |                         |                         |                    |            |  |  |        |        |        |
|  | Hirose Yuichi 7d        | Hirose Yuichi 7d        |             |  |  | Iyama Yuta Oza          | Iyama Yuta Oza          | B+R                |     |                         |                         |                    |            |  |  |        |        |        |
|  | Iyama Yuta Oza          | Iyama Yuta Oza          | N+R         |  |  |                         |                         |                    |     | Iyama Yuta Oza          | Iyama Yuta Oza          | B+R                |            |  |  |        |        |        |
|  | Fukuoka Kotaro 4d       | Fukuoka Kotaro 4d       |             |  |  |                         | Motoki Katsuya 8d       | Motoki Katsuya 8d  |     |                         |                         |                    |            |  |  |        |        |        |
|  | Hirata Tomoya Agon      | Hirata Tomoya Agon      | N+0,5       |  |  | Hirata Tomoya Agon      | Hirata Tomoya Agon      |                    |     |                         |                         |                    |            |  |  |        |        |        |
|  | Motoki Katsuya 8d       | Motoki Katsuya 8d       | N+R         |  |  | Motoki Katsuya 8d       | Motoki Katsuya 8d       | B+R                |     |                         |                         |                    |            |  |  |        |        |        |
|  | Kono Rin 9d             |                         |             |  |  |                         |                         |                    |     |                         |                         |                    |            |  |  |        |        |        |